# Małopolski Klub Siatkówki Muszyna 2013-2014
Questa voce raccoglie le informazioni riguardanti il Małopolski Klub Siatkówki Muszyna nelle competizioni ufficiali della stagione 2013-2014.

## Organigramma societario
Area direttiva
- Presidente: Grzegorz Jeżowski

Area tecnica
- Allenatore: Bogdan Serwiński

## Rosa
| N° | Nome                | Ruolo | Data di nascita   | Nazionalità sportiva |
| -- | ------------------- | ----- | ----------------- | -------------------- |
| 3  | Karolina Kosek      | S     | 28 giugno 1985    | Polonia              |
| 4  | Magdalena Godos     | P     | 12 settembre 1983 | Polonia              |
| 5  | Magdalena Piątek    | S/O   | 10 settembre 1984 | Polonia              |
| 6  | Sylwia Wojcieska    | C     | 3 giugno 1985     | Polonia              |
| 7  | Gabriela Jasińska   | P     | 14 luglio 1982    | Polonia              |
| 8  | Emilia Mucha        | S     | 7 dicembre 1993   | Polonia              |
| 12 | Justyna Sosnowska   | C     | 14 giugno 1992    | Polonia              |
| 13 | Paulina Maj         | L     | 22 marzo 1987     | Polonia              |
| 14 | Natalia Kurnikowska | S     | 13 gennaio 1992   | Polonia              |
| 15 | Marina Cvetanović   | S     | 14 febbraio 1986  | Slovenia             |
| 16 | Aleksandra Przybysz | S     | 2 giugno 1980     | Polonia              |
| 17 | Ivana Plchotová     | C     | 28 ottobre 1982   | Rep. Ceca            |